# Mary T. Clark
Mary Twibill Clark RSCJ (23 de outubro de 1913 – 1 de setembro de 2014) foi uma acadêmica americana e defensora dos direitos civis. Ela era mais conhecida como uma estudiosa da história da filosofia e era associada especialmente a Agostinho de Hipona.

## Vida
Nascido na Filadélfia, Pensilvânia, filho de Francis S. e Regina Holland (nascida Twibill) Clark, Clark ingressou na Sociedade do Sagrado Coração em 5 de junho de 1939 após se formar no Manhattanville College. Posteriormente, passou grande parte de sua vida na faculdade onde lecionava filosofia. Uma cadeira de filosofia cristã no Colégio, da qual se aposentou em 2011, leva seu nome.
Ela serviu como presidente da American Catholic Philosophical Association em 1977, da Metaphysical Society of America e da Society for Medieval and Renaissance Philosophy. Clark serviu no Comitê Executivo da Divisão Leste da American Philosophical Association e, no final de sua vida, como acadêmica visitante no Ralston College.
Clark estava entre os Conselheiros Editoriais originais do jornal acadêmico Dionísio, para o qual ela contribuiu com uma discussão sobre a relevância da teologia da Trindade de Agostinho, e foi, além disso, membro do Conselho de Consultores Editoriais do Fórum Personalista.
Ao longo dos anos, ela também lecionou como professora visitante nas universidades de San Francisco, Fordham, Villanova, Fairfield e Marquette. Durante a década de 1960, ela liderou o Secretariado de Ação Social da Federação Nacional dos Estudantes Universitários Católicos, que "iniciou ações, criou literatura e hospedou eventos durante a era dos direitos civis".

## Trabalhos
Seus livros incluem Augustine, An Aquinas Reader, Augustine: Philosopher of Freedom (with Vernon J. Bourke), Logic: a Practical Approach (with Helen Casey), Augustinian Personalism, Discrimination Today: Guidelines for Civic Action, Augustine of Hippo: Selected Writings, and The Problem of Freedom.Ela também contribuiu com um capítulo sobre Augustine's De Trinitate para The Cambridge Companion to Augustine e traduziu o Theological Treatises on the Trinity of Marius Victorinus.

## Morte
Irmã Mary Clark morreu em 1º de setembro de 2014, aos 100 anos. Ela foi morta por seus irmãos, Rev. James D. Clark, George A. Clark e Regina (Sra. James P.) McGraney.